# Kantonsschule Limmattal
Die Kantonsschule Limmattal in Urdorf wurde 1977 eröffnet. Sie bietet für Schüler aus den Bezirken Affoltern und Limmattal ein Lang- und Kurzzeitgymnasium mit verschiedenen Profilen.
Das Einzugsgebiet der KSL umfasst den Zürcher Teil des Limmattals (Schlieren, Dietikon, Birmensdorf und umliegende Gemeinden) und das Säuliamt, also den Bezirk Affoltern.
Die Schule bietet folgende Maturitätsprofile an: altsprachlich, neusprachlich, mathematisch-naturwissenschaftlich, musisch, wirtschaftlich-rechtlich.

## Geschichte
Bereits 1973 nahm die Filialabteilung Urdorf der Zürcher Kantonsschule ihren Betrieb auf. 1977 wurde die Kantonsschule Limmattal als selbständiges Gymnasium eröffnet. Bis 1986 wurde in provisorischen Doppelpavillons unterrichtet. 1986 konnte die neue Schulanlage in der Luberzen bezogen werden, im an Dietikon und Schlieren grenzenden Industriegebiet von Urdorf. Der erste Rektor war der Deutschlehrer Franz Germann, der 1996 vom Physiklehrer Max Ziegler abgelöst wurde. Seit 2009 wird die Schule vom Germanisten Werner De Luca geleitet. Am 15. April 2014 wurde ein Asteroid nach einem Kantonsschüler benannt, der beim Intel International Science and Engineering Fair 2013 einen zweiten Platz für ein Informatik-Projekt belegt hatte: (29881) Tschopp.

## Neubau 2023
Prognosen zufolge wird die Kantonsschule bis 2040 auf etwa 1100 Schülerinnen und Schüler wachsen, was mit den aktuell vorhandenen Räumlichkeiten zu einem Platzmangel führen würde. Deshalb hat der Kanton Zürich beschlossen, die Schule mit einem neuen Gebäude zu erweitern. Der Bau soll bis 2023 abgeschlossen sein und Bereiche für Musik und Naturwissenschaften, Klassen- und Gruppenzimmer, zwei Turnhallen und eine Aula beherbergen. Die Baupläne wurden vom Architekten Daniel Penzis Giulio Bettini aus Zürich erstellt.